# Ján Zápotoka
Ján Zápotoka (* 23. März 1988 in Bardejov) ist ein slowakischer Fußballspieler. Er spielt seit 2009 bei Lech Posen in der Ekstraklasa, der höchsten polnischen Spielklasse.

## Karriere
Zápotoka begann seine Karriere in der Jugendmannschaft von BŠK Bardejov, von wo er 2006 zum MFK Dubnica wechselte. 2007/08 wurde der Verein Neunter der höchsten slowakischen Spielklasse, 2008/09 Achter. Daraufhin wechselte der Slowake nach Polen und unterschrieb bei Lech Posen. Bereits in seiner ersten Saison beim nördlichen Nachbarn seines Heimatlands wurde der Meistertitel gewonnen, weiters kam Zápotoka auf 13 Einsätze.
2010/11 gab er sein Debüt auf europäischer Klubebene. Im Playoff-Qualifikationsspiel zur Europa League gegen den Vertreter aus der Ukraine Dnipro Dnipropetrowsk am 19. August 2010 wurde er in der 86. Minute für den Kongolesen Joël Omari Tshibamba eingewechselt. Das Spiel in Dnipropetrowsk wurde 1:0 gewonnen.
In der Winterpause der Saison 2010/11 kehrte er zum MFK Dubnica zurück.

## Erfolge
- Polnischer Meister 2009